# Danza contemporánea en España
La danza contemporánea en España es muy joven, tiene apenas cuatro décadas (aproximadamente) y es en el siglo XXI que empieza a tener una identidad propia, definida por lo que podría denominarse "segunda generación" de creadores y bailarines que después de veinte años se han consolidado a través de las compañías y creadores que han demostrado una continuidad y un desarrollo estable.

## Precedentes
La historia de España en el pasado siglo XX determinó las corrientes artísticas que se pudieron desarrollar dentro de sus fronteras. La guerra civil española en los años 1930 obligó a los creadores librepensadores a exiliarse tras la victoria de las tropas franquistas. Inmediatamente después estalló la Segunda Guerra Mundial en Europa. Aunque el bando de Hitler y Mussolini resultó derrotado, las ideas nacionalsocialistas regirán la cultura española durante décadas. España sufrirá censura, la prensa pertenecía al Estado, desaparecieron los sindicatos obreros, la enseñanza pasó a manos de la Iglesia, etc.
No hay una base histórica que haya influido en los coreógrafos españoles actuales, pero sí precedentes de la danza contemporánea española que hay que buscar antes de la guerra civil de 1936.

### En Barcelona
En Barcelona encontramos a Aúrea Sarrá, Josefina Cirrera y Tórtola Valencia, tres bailarinas exóticas con un estilo cercano a Isadora Duncan por un lado, y a Mata Hari por otro.
- Aúrea Sarriá (Barcelona, 1889 - Arenys d'Empordà, 1974) desarrolló carrera internacional llegando a bailar para los reyes británicos, los de Egipto, en santuarios de Grecia y El Cairo, en Berlín y en diversas capitales europeas.
- Carmen Tórtola Valencia (Sevilla, 1882-Barcelona, 1955), bailarina autodidacta que en sus inicios se inspiró en Duncan, no tardó en desarrollar un estilo exótico propio, influida en gran parte por los modernistas cuando llegó a Barcelona y seguramente por los diseños de Léon Bakst.
- Josefina Cirrera (Barcelona, ?-1987) apostó por la danza libre de Isadora Duncan y llegó a presentarse en recitales con Joan Tena en la Barcelona de los años de posguerra.

En Barcelona, ya en los años 1950, Joan Tena consiguió la interrelación de las artes en un espectáculo avanzado para la época y el lugar. En 1952 presentó un espectáculo donde colaboraban diversos artistas de la vanguardia catalana, como fiel reflejo de la ideología de Diaghilev, entre los que se encontraban Tharrats, Joan Brossa o Antoni Tàpies, aunque el coreógrafo se alejaba del mundo del ballet clásico ya que introdujo claras influencias del expresionismo alemán, por su trabajo con Mary Wigman.

### En Madrid
En Madrid la figura fundacional es Pilar Sierra (Madrid, 1927) una estudiosa del análisis del movimiento que se inició con el ballet y se marchó a París donde estudió con Alexandre Golovine y entabló intima relación con Raimon Duncan, hermano de Isadora Duncan. Allí comenzará a estudiar la «técnica neutra», para marchar luego a Alemania a la escuela de Mary Wigman en Dresde. En Londres estudiará la técnica Graham con Madame Cornelia. En ese punto interrumpe su carrera de bailarina y se va a los Pirineos para estudiar el movimiento primitivo. Después viaja a oriente y hace estudios en Tel Aviv de danzas locales.
Después de la guerra vuelve a Madrid donde durante el franquismo, la policía política le cerró varias veces su escuela porque la censura imperante consideraba «subversivas» y «demasiado avanzadas» sus teorías y enseñanzas. Es la primera coreógrafa que en los años sesenta en España presenta un espectáculo de danza-teatro, Pepita, en el entorno de la universidad.
Con su cultura ha asentado las bases en España de una crítica de danza profunda y de óptica profesional a través de alumnas suyas: Mercedes Rico, primera crítica de danza en España (1981), en el diario El País, y actualmente Julia Martín en el diario El Mundo.
Desde estas precursoras la historia de la danza en España da un enorme salto en el tiempo para situarse en los años 1970, donde la danza contemporánea española tiene sus actuales raíces, separadas de estas figuras pioneras cuyas enseñanzas y legado artístico no han llegado a nuestros días y son absolutamente desconocidas por las actuales generaciones de coreógrafos e intérpretes ajenos a ese pedacito de historia que nunca les «rozó» y nadie les ha contado.

## Danza contemporánea española en el sigloXX
No es casual que renazca la danza contemporánea justo en los años 1970. Se respiraba el final de la dictadura y los intelectuales y artistas sensibles a las nuevas aperturas culturales serían los responsables de hacer emerger una danza que se venía desarrollando entre las cuatro paredes de un estudio para mostrarla al público.
En los setenta respecto a la danza es importante entender que la nueva apertura de las fronteras y la falta de escuelas donde aprender danza contemporánea da lugar a dos opciones por parte de los artistas: los que se quedan en España e inician una labor pedagógica, creativa, de intérprete, investigación y lo que fuera necesario para desarrollar un lenguaje dancístico, y los que emigran, fundamentalmente buscando donde estudiar y desarrollarse como intérpretes.
Los que se quedaron serán el germen de lo que se podría denominar «primera generación» de creadores-intérpretes en España, que dan sus tímidos pasos en creación al tiempo que aprenden a danzar y la técnica para hacerlo; la «segunda generación» de creadores estudian y se desarrollan fuera del país, bien en Europa o Estados Unidos, y volverán en los años 1980 para ser los intérpretes de esa primera generación o de sus propios trabajos coreográficos, y conformarán esa segunda generación de creación que desarrollará las bases de lo que ahora es la danza contemporánea española.

### Primera generación
Entre los que se quedan en España es importante destacar dos mujeres:
- En Barcelona Anna Maleras descubre la danza jazz y funda el “Grup Estudi Anna Maleras” en 1968, donde destacan Cesc Gelabert (1953) y Francesc Bravo (1958), ambos se sumergen en el mundo de la creación al tiempo que aprenden la técnica dancística. Fueron importantes sus cursos de verano organizados en Sitges donde se podía acceder a un profesorado internacional, especialmente de técnica jazz (Lyn MacMurray, Alvin McDuffy, etc).

- En Madrid ocurre lo mismo. En este caso es Carmen Senra, quién a través de la película West Side Story descubre el modern jazz y decide, después de realizar incursiones en varias ediciones del American Dance Festival y en escuelas en Nueva York, abrir su primera escuela en el año 1972.

Es importante saber que Senra importa en los años 1970 y principios de los años 1980 profesorado desde América del Norte y Europa que serán los maestros de un par de generaciones de bailarines y coreógrafos madrileños: Carl Paris, técnica Graham y técnica Ailey, exbailarín de las compañías de Martha Graham, Alvin Ailey y Montes; Christine Tanguay, canadiense, técnica Graham adquirida en Londres y Cannes, la catalana Diola Maristany, técnica limón, en los ochenta Mónica Runde, también técnica Martha Graham adquirida en The Place (London Contemporary School) con, entre otros, Jane Dudley, Robert Cohan y Pedro Berdäyes, técnica jazz aprendida en Nueva York, São Paulo y París.
- En esos mismos años 1970 vuelve a España Ramón Solé Valdivia, bailarín de formación clásica, que fundará el Ballet Contemporani de Barcelona en 1974, con creaciones absolutamente neoclásicas en sus inicios. Más tarde con las influencias de Gerard Collins tomará un camino de danza contemporánea.
- También regresan José y Concha Lainez, bailarines del Het Nacional Ballet, creando en San Sebastián el grupo Anexa en 1972, primer grupo que se crea en España. Más adelante esta formación dirigida por el matrimonio dará lugar al grupo Yauskari desde los talleres de Danza Contemporánea del Conservatorio Pablo Sarasate de Pamplona. Esta formación de danza teatro no sobrevivirá más allá de mediados de los años 1980.

Está claro que los años 1970 son el inicio de la danza contemporánea en España. Surgen escuelas en Madrid y Barcelona, agrupaciones colectivas donde aún no está definida la figura del bailarín, del coreógrafo, del intérprete o del creador. No será hasta los años 1980 cuando los bailarines-intérpretes-coreógrafos empiecen a asumir la dirección de su grupo dándole una identidad más propia y personal.
En Madrid no existe creación en los setenta, sin embargo en Barcelona hay que recordar las primeras piezas de Cesc Gelabert (Formes y L’home del braç d’or en 1972, y Acció-0 en 1973), del grupo Acord de Diola Maristany, La gran compañía de Jesús Burquet, L’Espantall de Gerard Collins y la creación en 1979 del colectivo Heura compuesto por nueve mujeres, entre otras Avelina Arguelles, Elisa Huertas, Alicia Pérez Cabrera y Àngels Margarit. Heura ganó ese mismo año en Francia los concursos de Bagnolet y segundo premio en Nyons con sus creaciones colectivas.
Otra cosa a destacar de la década de 1970 es como la decadencia del régimen franquista y la inevitable apertura a otras expresiones artísticas permite que compañías de danza y teatro contemporáneos traspasen los Pirineos para el disfrute de aficionados y futuros profesionales de la danza. Se pudo ver por primera vez a Maurice Béjart y su Ballet del siglo XX, las compañías de Alvin Ailey, Paul Taylor, Alwin Nikolais, al mimo Marcel Marceau, el Teatro Negro de Praga, y un interminable etcétera, aunque hubo que esperar a que Franco muriera para que Martha Graham aceptara pisar España (Martha Graham recaudó fondos en Nueva York para las Brigadas Internacionales del bando republicano español en los años 1930).
Llegan los ochenta y el matrimonio Lainez (José y Concha), tras su éxito en la creación de la sección de Danza Contemporánea en el Conservatorio Pablo Sarasate en Pamplona, es invitado a Barcelona para crear el departamento de Danza Contemporánea dentro del Instituto del Teatro. Aunque ya existiera la materia de danza contemporánea impartida por Gerard Collins, no será hasta la llegada de los Lainez que se institucionalicen los estudios de danza contemporánea con entidad propia y no como parte la carrera de Arte Dramático. Este dato es sumamente importante, ya que no existe en España hasta 1980 (y solo en Barcelona) la posibilidad de estudiar danza contemporánea en una institución pública. En Valencia se introduce en el Conservatorio Profesional de Danza, la especialidad de danza contemporánea con un plan experimental a finales de los años 80 y en Madrid los estudiantes de Danza no han tenido esa posibilidad hasta el año 2000 en el que el Real Conservatorio Profesional de Danza de Madrid creó la especialidad de Danza Contemporánea.

### Segunda generación
A mediados de la década de 1980 van desapareciendo los grupos pioneros de propuestas colectivas y empiezan a gestarse las compañías que han conformado el panorama dancístico del país durante los últimos años, aunque con la llegada del siglo XXI algunas no han resistido el paso del tiempo.
Cesc Gelabert funda junto con la británica Lidia Azzopardi la Gelabert/Azzopardi Compañía de Danza en 1985, el mismo año que aparece la compañía Mudances dirigida por Àngels Margarit, Danat Dansa de la alemana Sabine Dahrendorf y el leonés Alfonso Ordóñez, Vianants de la valenciana Gracel Meneu, Ananda Dansa de la también valenciana Rosángeles Valls y en Madrid Carmen Senra forma compañía con profesores y alumnos de su escuela.
Al año siguiente, en 1986, surgen Metros de Ramón Oller y Lanonima Imperial de Juan Carlos García en Barcelona, en Madrid Bocanada codirigida por María José Ribot y Blanca Calvo.
En 1987, surgen Transit de María Rovira en Barcelona, y Provisional Danza dirigido por Carmen Werner en Madrid. En 1989 aparecen en Valencia Vicente Saez, en Barcelona Mal Pelo codirigido por María Muñoz y Pep Ramis y 10 & 10 danza en Madrid con dirección del brasileño Pedro Berdäyes y la madrileña Mónica Runde.
Se suele decir que la segunda mitad de los años 1980 es el baby boom de las compañías de danza en España, pero también hay que hacer referencia a aquellos coreógrafos que de manera independiente, sin formar una estructura estable de compañía, continúan con su labor coreográfica en esos años: Avelina Arguelles, Francesc Bravo, Margarita Guergué (afincada en Nueva York), Antonia Andreu, Nuria Oliver, Artur Villalba, etc.
Llega la década de 1990 y la Compañía Carmen Senra desaparece, pero de su seno aparecerá más adelante la compañía Losdedae codirigida por Chevi Muraday y Ángela Rodríguez. Por otro lado la compañía Bocanada se desgaja por completo dando cada uno de sus miembros lugar a variadas propuestas: La Ribot, Co. Blanca Calvo/Ion Munduate, Teresa Nieto en Compañía, Olga Mesa, Iñaki Azpillaga (coreógrafo actualmente en la compañía belga Última Vez/Win Wanderkeibus), Charo Calvo, etc. Fue importante la aparición en aquellos años de Nats Nuts de Toni Mira en Barcelona. El resto de compañías que se formaron en la segunda mitad de los años 1980 se mantiene a lo largo de los 1990. Se ha consolidado la que podríamos denominar segunda generación de creadores (creadores-empresarios). Todo esto fue posible porque a finales de los 80 aparecieron las ayudas del Ministerio de Cultura de España, y los distintos gobiernos autonómicos comenzaron a apoyar la creación de danza contemporánea.
En 1990, el bailarín y coreógrafo Nacho Duato asume la dirección de la Compañía Nacional de Danza a la que imprime un giro radical dando preeminencia en su repertorio a las coreografías contemporáneas y alcanzando la compañía un renombre internacional que aún perdura en 2011.
También importante durante los años 1990 fue la labor del Centro Nacional de Nuevas Tendencias Escénicas (Madrid), dirigido por Guillermo Heras, como plataforma de exhibición y producción de la danza contemporánea de España, al igual que el Mercado de las Flores en Barcelona, dirigido entonces por Andreu Morte, aunque el Mercado resultaba más localista y presentaba la danza catalana y extranjera sin cabida a la danza de otras autonomías.
Tampoco se pueden olvidar los certámenes y concursos coreográficos de Madrid y Barcelona que servían de plataforma de nuevos creadores y mostraban el panorama de la creación en España. De ellos surgieron importantes compañías a finales de los noventa como Sol Picó, Mar Gómez y Cia. de dansa Búbulus.

### Siglo XXI
Al llegar al final del milenio, la evolución que ha sufrido la danza contemporánea española se ha desarrollado en gran parte por el tesón y voluntarismo que han demostrado tener los profesionales de la danza. La ilusión y una vital necesidad de expresión han propiciado que los profesionales salvaran y salven las mil y una dificultades que conlleva la ausencia de una política cultural para la danza en España. Hasta la fecha los gobiernos han mantenido una postura de “fuegos de artificio” donde el ruido es momentáneo sin pensar en crear una mínima infraestructura que a través de los años consolidara la profesión. En España han sido varias las iniciativas de promoción y apoyo a la danza mediante la creación de distintos centros coreográficos (posiblemente imitando en cierto modo el modelo francés, al menos inicialmente) entre finales de los años 90 y principios del siglo XXI. Así podemos citar; el Centro Coreográfico Galego, el Centro Coreográfico de León, el Centro Anadaluz de Danza, el Centro Coreográfico de la Gomera y el Centro Coreográfico de la Comunidad Valenciana. Si bien todos estos centros coreográficos han corrido distinta suerte, cabe destacar la continuidad en el tiempo del Centro Coreográfico de la Comunidad Valenciana creado en el 1998 y que actualmente sigue en relativo funcionamiento bajo el nombre de Centro Teatral y Coreográfico de la Comunidad Valenciana. Por otro lado, no existe un teatro de la Danza y en Madrid la demolición en 2001 de la Sala Olimpia relegó a las compañías de danza contemporánea a las salas alternativas. No existe un circuito de exhibición sólido para la danza.
Se inició con el primer gobierno socialista en 1995 un plan de fomento de la danza que con la llegada del Partido Popular al gobierno quedó literalmente arrinconado en los cajones del Ministerio de Cultura. La política cultural en España no está pensada a largo plazo y está sometida a los gustos de las distintas opciones políticas de los partidos que acceden al gobierno, por lo que los artistas contemporáneos españoles están a merced de los políticos de turno.
Las políticas de apoyo a la danza contemporánea se inscriben en el marco de las medidas destinadas al sector de la danza en general. En 2008, el Instituto Nacional de las Artes Escénicas y de la Música (Ministerio de Cultura español) creó el Foro Estatal de la Danza para definir medidas concretas para el fomento de esta disciplina. Al año siguiente, este foro de profesionales estableció el Plan General de la Danza 2010-2014, para que el Ministerio de Cultura concretase medidas coordinadas con las comunidades autónomas y administraciones locales. En 2010 el INAEM ha promovido junto con la Red Española de Teatros, Auditorios, Circuitos y Festivales de titularidad pública un circuito de distribución para incrementar la presencia y visibilidad de la danza en las programaciones de los espacios escénicos de titularidad pública.
Las ayudas públicas son prácticamente las mismas que hace diez años[cita requerida] y están acaparadas por las compañías estables, lo que dificulta que surjan gran cantidad de intérpretes que han estudiado en España y quieren quedarse, y hace que el surgimiento de nuevos coreógrafos dispuestos a dedicarse a la creación sea prácticamente inexistente. Además estas ayudas públicas están redactadas de manera que para acceder a ellas hay que conformar toda una estructura empresarial inalcanzable para los jóvenes.
La distribución en España sigue siendo muy difícil y el único teatro con programación continua de danza contemporánea es el Mercado de las Flores en Barcelona. Europa ha cerrado sus fronteras, hay crisis y mucho paro en el mundo de la danza, y países como Alemania, Francia, Inglaterra u Holanda que antes programaban compañías extranjeras, ahora solo las invitan a festivales muy puntuales y su programación estable a lo largo del año se ciñe a su propia creación coreográfica, muy variada y extensa y sólidamente respaldada por sus respectivas instituciones culturales.
En los noventa existía un vacío generacional respecto a intérpretes, las compañías se nutrían de bailarines europeos o americanos. Con la implantación de las especialidades de danza contemporánea en el Instituto del Teatro en Barcelona y en el Real Conservatorio Profesional de Danza de Madrid en el curso 2000-2001, junto con la proliferación de escuelas privadas, este hueco de intérpretes se ha conseguido rellenar, y ahora hay cientos de buenos bailarines españoles. Por otro lado, la mayoría de los conservatorios superiores de danza han empezado a ofrecer desde principios del siglo XXI formaciones en danza contemporánea.
Pero actualmente existe un terrible vacío generacional en la creación. La segunda generación, que ronda los cuarenta y muchos los cincuenta y tantos años, están consolidados y tienen los mismos problemas de difusión y de espacios de creación que hace veinte años. Los coreógrafos españoles se han convertido en empresarios y gestores, antes que pensar en que son creadores y artistas ya que es la única manera de sobrevivir, y también es la causa de que las generaciones jóvenes se asusten ante tanta responsabilidad y decidan no desarrollarse como creadores. Sí, surgen coreógrafos que crean pequeños trabajos, se presentan a concursos, ganan premios, pero ante la dificultad de desarrollarse no fundan nuevas compañías con estabilidad.
En definitiva, en los inicios del siglo XXI y desde la reaparición de la danza contemporánea en los setenta hasta hoy en España, siguen siendo los mismos nombres de creadores los que se mantienen. Incluso en los últimos diez años se mantienen pero han emigrado buscando una mejor y mayor estabilidad económica. Ahora La Ribot es compañía suiza (Premio Nacional de Danza de España 2000), Olga Mesa también, Rafael Bonachela se desarrolla en Gran Bretaña y Cuqui Jeréz tiene compañía berlinesa.